# Speciální čarodějnický díl (4. řada)
Speciální čarodějnický díl (alternativně také Speciální čarodějnický díl III; v anglickém originále Treehouse of Horror III) je 5. díl 4. řady amerického animovaného seriálu Simpsonovi. Scénář napsali Al Jean, Mike Reiss, Jay Kogen, Wallace Wolodarsky, Sam Simon a Jon Vitti a díl režíroval Carlos Baeza. V USA měl premiéru dne 29. října 1992 na stanici Fox Broadcasting Company a v Česku byl poprvé vysílán 4. listopadu 1994 na stanici ČT1.

## Děj
Díl se skládá ze tří částí: Nelítostný klaun, King Homer a Vytočte „Z“ jako záhrobníci.

### Úvod
Na úplném začátku dílu Homer varuje děti, že „díl je velmi potrhlý“ a mohly by z něj mohly mít zlé sny. U Simpsonových se koná halloweenská oslava. Je tam i několik dětí z města a vypráví si strašidelné příběhy. První, který vypráví Líza, se jmenuje Nelítostný klaun (v anglickém originále Clown Without Pity). Druhý vypráví děda a jmenuje se King Homer. Třetí příběh jménem Vytočte „Z“ jako záhrobníci (v anglickém originále Dial 'Z' For Zombies) vypráví Bart.

### Nelítostný klaun
Bart slaví narozeniny. Homer mu ale zapomněl koupit dárek, tak se rychle vydá do města. Navštíví obchod Dům zla. Tam mu prodavač dá mluvící figurku Šáši Krustyho, ale varuje ho, že je prokletý. Bart je dárkem nadšený.
Když se doma Homer kouká na televizi, Krusty říká, že Homera nemá rád a zabije ho. Homer začne křičet a přiběhne zbytek rodiny. Krusty ale zase sedí na gauči a rodina mu nevěří. Homer se ho snaží zbavit. Dá ho do pytle a ten zadělá v kufříku, který hodí do bezedné jámy. Krusty ale unikne ven a znovu se pokusí Homera zabít. Tentokrát to vidí už i Marge a zavolá na zákaznickou linku. Výrobce k Simpsonovým pošle technika, který přepne tlačítko na zádech Krustyho na dobro. Celou dobu totiž bylo nastaveno na zlo.

### King Homer
Marge se přihlásí na inzerát pana Burnse, ve kterém stojí, že hledá ženu na tajnou expedici. Plují na Opičí ostrov chytit opičího obra. Tam vyjde najevo, že Marge je návnada pro Homera, obrovskou opici. Připoutají ji ke zdi. Homer ji ale nesežere, naopak se mu zalíbí. Ostatní námořníci zaútočí na Homera, ale on je začne jíst. Nakonec jej pan Burns omámí plynem a odveze do Springfieldu, kde při fotografování uteče a unese Marge. Při pokusu vylézt na mrakodrap spadne vyčerpáním už z prvního patra. Pan Burns ho už nechce a nakonec má Homer svatbu s Marge.

### Vytočte „Z“ jako záhrobníci
Bart ve škole dostane za úkol přečíst si nějakou knihu. V knihovně vejde do Okultního oddělení, kde do něj vrazí „Kniha čar a kouzel“. Vezme si ji domů. Při pokusu oživit Lízinu první kočku Sněhulku I. omylem oživí všechny mrtvé. Záhrobníci se začnou živit mozky živých lidí, ze kterých se poté také stanou záhrobníci. Vtrhnou i do domu Simpsonových. Líza dostane nápad, že v knihovně by mohla být nějaká kniha obsahující protikouzlo. Cestou k autu Homer zastřelí záhrobníka Neda. Kang a Kodos se zatím lidem vysmívají ze své lodě na oběžné dráze Země. V knihovně Bart skutečně najde protikouzlo a všichni záhrobníci se vrátí na hřbitov.

## Produkce
Tato epizoda se původně potýkala s problémy, když se barevná verze vrátila z Jižní Koreje. Do vysílání zbývalo pouhých šest týdnů a autoři provedli téměř sto změn, což se stává velmi zřídka. Po špatně přijaté projekci se scenáristy bylo rozhodnuto epizodu kompletně přepracovat.
Od náhrobních kamenů, které se objevily na začátku a v průběhu epizody, bylo v pozdějších dílech upuštěno, protože bylo stále obtížnější vymýšlet nápady. Jemný vtip s náhrobními kameny se v této epizodě objevuje ve scéně, kdy dva zombíci vylézají z hrobů. Na náhrobcích jsou napsána jména Jay Kogen a Wolodarsky (dva ze scenáristů Simpsonových, kteří na epizodě pracovali), ale obě jsou napsána špatně.
Část King Homer je jedním z nejoblíbenějších příběhů Matta Groeninga ze Speciálních čarodějnických dílů. Al Jean se této pasáže také docela obával, protože to byla nejdelší černobílý část, kterou kdy vysílali, a myslel si, že by se někteří lidé mohli obávat, že se jim rozbily televize. Hláška „Byla to zombie?“, kterou vytvořil Mike Reiss, je podle názoru scenáristů jednou z klasických hlášek seriálu všech dob.

## Kulturní odkazy
Úvodní část, kdy Homer vstoupí do siluety Alfreda Hitchcocka, je parodií na seriál Příběhy Alfreda Hitchcocka. Měla ukázat Homerovo břicho větší než obrys, ale byla tak nenápadná, že si tento vtip málokdo uvědomil. V obálkách epizody je Bart oblečen jako Alex z filmu Mechanický pomeranč. Nelítostný klaun je založen na epizodě Zóny soumraku Living Doll a filmu Trilogy of Terror. Samotný název je hříčkou na píseň „Town Without Pity“, kterou pro stejnojmenný film napsal a nazpíval Gene Pitney.
Muž, jenž dává Homerovi panenku Krustyho, je založen na panu Wingovi z filmu Gremlins. Píseň, kterou Homer zpívá ve vaně, je variací na píseň Oscara Meyera s písmeny hlásajícími jeho jméno místo „O-S-C-A-R“. Hračka Krustyho jedoucí pod Homerovým autem je odkazem na film Mys hrůzy z roku 1991. Píseň, kterou Marge slyší při čekání po zavolání na horkou linku panenky Krusty, je „Everybody Loves a Clown“ od Garyho Lewise & the Playboys. 
King Homer je parodií na film King Kong z roku 1933, v němž je slyšet, jak vůdce kmene říká „Mosi Tatupu, Mosi Tatupu“, což znamená, že obětují modrovlasou dámu.
Název Vytočte „Z“ jako záhrobníci je hříčkou s názvem Hitchcockova filmu Vražda na objednávku z roku 1954. Některé aspekty části jsou z filmu Návrat oživlých mrtvol. Na hřbitově domácích mazlíčků jsou náhrobky s nápisy Fish Police, Capitol Critters a Family Dog, což jsou krátce vysílané animované seriály, které měly těžit z úspěchu Simpsonových.
Při kříšení mrtvých z hrobů nosí Bart na hlavě obal desky Thriller od Michaela Jacksona. Jedná se o odkaz na Jacksonův slavný videoklip, ve kterém tančí se zombíky.

## Přijetí
V původním vysílání se díl umístil na 20. místě ve sledovanosti v týdnu od 26. října do 1. listopadu 1992 s ratingem 14,7 podle agentury Nielsen, což odpovídá přibližně 13,7 milionu domácností. Byl to nejlépe hodnocený pořad na stanici Fox v tom týdnu, který porazil pořad In Living Color.
Warren Martyn a Adrian Wood, autoři knihy I Can't Believe It's a Bigger and Better Updated Unofficial Simpsons Guide, si epizodu velmi pochvalovali. Popsali ji jako „další sezónní lahůdku. Vytočte ‚Z‘ jako záhrobníci je obzvlášť působivý.“ V roce 2006 IGN zvolilo Vytočte „Z“ jako záhrobníci za druhou nejlepší část Speciálních čarodějnických dílů. Nelítostný klaun byl hodnocen jako šestý nejlepší. Za 16. nejlepší filmovou referenci v historii seriálu označil Nathan Ditum z Total Filmu odkaz na epizodu Návrat oživlých mrtvol.